# Большой Тукшин
Большой Тукшин (в верхнем течении — Тукшин) — река в Шурышкарском районе Ямало-Ненецкого АО. Устье реки находится в 179 км от устья Сыни по правому берегу, напротив нежилого селения Мугорт. Длина реки составляет 109 км, площадь водосборного бассейна — 1080 км², в 1,5 км по левому берегу впадает Малый Тукшин. Другие притоки: левые — Парангосейнюр-Соим, Парангосейшор в 52 км и Туйшор; правые — Улыс-Туйшор, Валыс-Туйшор, Кычильсадуку-Ёль — в 64 км по правому берегу, Тушкинтаинюрым-Соим и Варсынгтукшин.

## Данные водного реестра
По данным государственного водного реестра России, относится к Нижнеобскому бассейновому округу, водохозяйственный участок реки — Обь от впадения реки Северная Сосьва до города Салехард, речной подбассейн реки — бассейны притоков Оби ниже впадения Северной Сосьвы. Речной бассейн реки — Нижняя Обь от впадения Иртыша.
Код объекта в государственном водном реестре — 15020300112115300030152.